# Jared Bednar
Jared Bednar (* 28. Februar 1972 in Yorkton, Saskatchewan) ist ein ehemaliger kanadischer Eishockeyspieler und derzeitiger -trainer. In seiner von 1993 bis 2002 andauernden aktiven Profikarriere spielte der Verteidiger ausschließlich in Minor Leagues, vor allem in der ECHL. Dort begann er auch seine Trainerlaufbahn, die ihn über Meisterschaften in der ECHL und der American Hockey League bis in die National Hockey League führte. Dort fungiert Bednar seit August 2016 als Cheftrainer der Colorado Avalanche, mit der er in den Playoffs 2022 den Stanley Cup gewann.

## Karriere

### Als Spieler
Jared Bednar spielte in seiner Jugend für die Saskatoon Blades, Spokane Chiefs, Medicine Hat Tigers und Prince Albert Raiders in der Western Hockey League, einer der drei höchsten kanadischen Juniorenligen. Ohne in einem NHL Entry Draft berücksichtigt worden zu sein, wechselte der Verteidiger zur Saison 1993/94 zu den Huntington Blizzard in die ECHL und gab dort in der Folge sein Profidebüt. Im Jahr darauf gelang ihm bei den Blizzard mit 45 Scorerpunkten in 64 Spielen seine persönlich beste Saisonleistung. Ende des Jahres 1995 wechselte Bednar innerhalb der Liga zu den South Carolina Stingrays, bei denen er – mit Unterbrechungen – den Rest seiner aktiven Karriere verbrachte. In der Spielzeit 1995/96 absolvierte er 55 Spiele für die St. John’s Maple Leafs in der höher angesiedelten American Hockey League (AHL), während er die gesamte Saison 1998/99 in der International Hockey League (IHL) bei den Grand Rapids Griffins verbrachte. Zudem hatte er kürzere AHL-Einsätze bei den Rochester Americans. Mit den Stingrays gewann Bednar 1997 und 2001 die ECHL-Playoffs und somit den Kelly Cup, bevor er seine aktive Karriere nach der Saison 2001/02 beendete.

### Als Trainer
Direkt nach dem Ende seiner aktiven Karriere wechselte Bednar in den Trainerstab der South Carolina Stingrays und fungierte dort fortan fünf Jahre lang als Assistenztrainer unter Jason Fitzsimmons. Nachdem dieser 2007 zurückgetreten war, übernahm Bednar die Position des Cheftrainers und gewann mit der Mannschaft in seinem zweiten Jahr direkt erneut den Kelly Cup. Mit diesem Erfolg trat er bei den Stingrays zurück und wechselte als Assistenztrainer in den Trainerstab der Abbotsford Heat aus der AHL. Nach nur einer Saison bei den Heat erhielt er bei den Peoria Rivermen mit Beginn der Saison 2010/11 seinen ersten AHL-Cheftrainerposten, den er in der Folge zwei Jahre innehatte.
Im Vorfeld der Saison 2012/13 unterzeichnete einen neuen Vertrag bei den Springfield Falcons, dem Farmteam der Columbus Blue Jackets aus der National Hockey League (NHL). Dort war er zwei Jahre als Assistent von Brad Larsen tätig, ehe dieser in den Trainerstab der Blue Jackets befördert wurde und Bednar die Position des Cheftrainers der Falcons übernahm. Diesen behielt der Kanadier auch, als das Team zur Spielzeit 2015/16 umgesiedelt wurde und fortan als Lake Erie Monsters firmierte. Mit den Monsters gewann Bednar 2016 die AHL-Playoffs um den Calder Cup, sodass sein Vertrag im Sommer 2016 um zwei Jahre verlängert wurde. Nur knapp einen Monat später wurde er jedoch als Nachfolger von Patrick Roy bei der Colorado Avalanche aus der NHL vorgestellt. Zu diesem Zeitpunkt wurde Bednar nach John Hynes und Jeff Blashill zum drittjüngsten aktiven NHL-Coach.
In den folgenden Jahren führte Bednar die Avalanche zurück an die Ligaspitze, so gewann das Team in der Saison 2020/21 die Presidents’ Trophy als punktbeste Mannschaft der Hauptrunde. In den Playoffs 2022 folgte dann der Gewinn des dritten Stanley Cups der Franchise-Geschichte, wobei der Kanadier zum ersten Trainer wurde, der Stanley Cup, Calder Cup und Kelly Cup erringen konnte.

## Erfolge und Auszeichnungen
Als Spieler
- 1997 und 2001: Kelly-Cup-Gewinn mit den South Carolina Stingrays

Als Trainer
- 2009: Kelly-Cup-Gewinn mit den South Carolina Stingrays
- 2016: Calder-Cup-Gewinn mit den Lake Erie Monsters
- 2020: Aufnahme in die ECHL Hall of Fame
- 2022: Teilnahme am NHL All-Star Game
- 2022: Stanley-Cup-Gewinn mit der Colorado Avalanche

## Karrierestatistik

### Spielerstatistik
(Legende zur Spielerstatistik: Sp oder GP = absolvierte Spiele; T oder G = erzielte Tore; V oder A = erzielte Assists; Pkt oder Pts = erzielte Scorerpunkte; SM oder PIM = erhaltene Strafminuten; +/− = Plus/Minus-Bilanz; PP = erzielte Überzahltore; SH = erzielte Unterzahltore; GW = erzielte Siegtore; 1 Play-downs/Relegation; Kursiv: Statistik nicht vollständig)

### Trainerstatistik
(Legende zur Trainerstatistik: S = Siege; N = Niederlagen; OTL = Niederlage in Verlängerung bzw. Shootout; Pkt = Punkte)